# 字
字（あざな、拼音: zì）とは、中国など東アジアの漢字圏諸国で使われる人名の一要素である。昔、中国で成人男子と女子が実名以外につけた名。日本でも学者・文人がこれを用いた。

## 概要
歴史的に、中国人は個人に特有の名として姓（氏）と諱（名）と字の三つの要素を持った。『礼記』曲礼篇に「男子は二十歳で冠を着け字を持った」「女子は十五歳でかんざしを着け字を持った」とあり、成人した人間の呼び名としては原則として字が用いられた。現代では大抵の中国人は「姓-諱」の組み合わせで知られる。ただし例外的に「姓-字」の呼称が通用している人物もいる。閔子騫（諱は損）、伍子胥（諱は員）、項羽（諱は籍）、諸葛孔明（諱は亮）、司馬仲達（諱は懿）、袁彦道（諱は耽）、白楽天（諱は居易）、蔣介石（諱は中正）など。
例えば「諸葛-亮」は「諸葛」が姓、「亮」が諱であり、字を「孔明」という。諱は軽々しく用いられることは忌避され、同時代人に対しては、親や主君などの特定の目上の人物だけが諱を使用し、それ以外の人間が諱で呼びかけることは士大夫にとって極めて無礼なこととされていた。逆に、そういった諱で呼びかけることができる立場にある者がわざわざ字で呼びかけることは、立場とは別に一定以上の敬意を示すことになる。諸葛亮を例に取れば、三国志演義の訳本において、劉備から「孔明」と呼ばせているものは一定以上見受けられるが、関羽、張飛をそれぞれ雲長、翼徳（益徳）と呼ばせているものはまずない。謙虚な態度として、とにかく本人は自分の諱で自称し、字を自称しない。
もっぱら字のみで呼ばれ、諱はほとんど知られていないものを以字行（「以字行於世」の略）という。例えば、明代の廷臣楊士奇の「士奇」は字で、諱は「寓」であるが、「楊寓」と呼ばれることはほとんどない。
なお、その人物が官職に就いた場合は官職名で呼ぶことが優先され、諸葛亮なら「諸葛丞相」となる。その他、非常に多いケースとして、任地で呼ぶこともあり、役職が柳州の刺史であった柳宗元は「柳柳州」となる。この場合、張昭なら「張公」のように、尊敬の呼び方は姓+公であるが、親しい間柄以外は、字で呼ぶことは、諱ほどではないにしても少々無礼なこととされていた。
前述のとおり、字は諱を使えないときに使うものであるので、相手に対して「劉-備-玄徳」のように姓・諱・字を連結して呼ぶことはないとされる。しかし、一方で文書中において人物の情報を表示する場合に「籍貫・姓・諱・字」を並列する慣例があった。例えば『漢書』巻72では「琅邪に又紀逡王思有り、斉には則ち薛方子容、太原には則ち郇越臣仲……」の記述があり、師古注で「其人の本土及び姓、名、字を並列するものなり。」と、これが定まった記述法であることを説明している。他にも曹丕「典論論文」の「今の文人、魯国孔融文挙、広陵陳琳孔璋、山陽王粲仲宣……」や『三国志』「諸葛亮伝｣の「博陵崔州平、潁川徐庶元直」などがあげられる。

## 類例
字に明確な法則はなく、多くの場合は二字であるが、陳勝（渉）、顔之推（介）など一字の例や尉遅迥（薄居羅）など三字の例もある。
一字目に敬称である「子」の字、あるいは輩行字、あるいは排行字を表す。排行字の例として、伯は長男または長女。仲は次男または次女。以下のようなパターンがある。
- 二兄弟（姉妹）の場合 - 「伯（孟・元・長）」「仲」
- 三兄弟（姉妹）の場合 - 「伯（孟・元・長）」「仲」「季（稚）」
  - 劉伯、劉喜（仲）、劉邦（季）
  - 元孟蕤、元仲蒨、元季葱 - 北魏の元懌の娘
- 四兄弟（姉妹）の場合 - 「伯（孟・元・長）」「仲」「叔」「季（稚）」
  - 孫策（伯符）、孫権（仲謀）、孫翊（叔弼）、孫匡（季佐）
  - 元孟容、元仲容、元叔容、元季容 - 北魏の元顯魏の娘
- 五兄弟（姉妹）の場合 - 「伯（孟・元・長）」「仲」「叔」「季」「幼（稚）」
  - 馬良（季常）、馬謖（幼常） - 「馬氏の五常」
  - 李長輝、李仲儀、李叔婉、李季嬪、李稚媛 - 北魏の李憲の娘
- 八兄弟（姉妹）の場合 - 「伯（孟・元・長）」「仲」「叔」「季」「顕」「恵」「雅」「幼（稚）」
  - 司馬朗（伯達）、司馬懿（仲達）、司馬孚（叔達）、司馬馗（季達）、司馬恂（顕達）、司馬進（恵達）、司馬通（雅達）、司馬敏（幼達）

二字目または全文字に諱と関連した字を用いることも多く、以下のようなパターンがある。
- 諱と同義の字を用いた例
  - 班固（孟堅） - 固と堅は同義、諸葛亮（孔明） - 亮と明は同義、文天祥（宋瑞） - 祥と瑞は同義
- 諱と対義の字を用いた例
  - 趙衰（子余） - 衰と余は対義、呂蒙（子明） - 蒙と明は対義、朱熹（元晦） - 熹と晦は対義
- 経書に典拠を求めた例
  - 李商隠（義山） - 『史記』の伯夷・叔斉は商の末期の隠者で義を以て山に篭った
  - 曹操（孟徳） - 『荀子』の「夫是之謂徳操」の句に取材
  - 白居易（楽天） - 『礼記』の「故君子居易以俟」「不能安土、不能楽天」の句に取材
- 易経に典拠を求めた例
  - 趙雲（子龍） - 『易経』の乾「同声相応じ、同気相求む。雲は龍に従い、風は虎に従う。（略）則ち各々其の類に従うなり」、子は男子の尊称
- 古人にちなんだ例
  - 司馬相如（長卿） - 卿となった藺相如に取材、田豫（国譲） - 豫譲に取材、閻若璩（百詩） - 百詩を作った応璩に取材
- その他関連性がある例
  - 郭淮（伯済） - 淮水、済水は河名、岳飛（鵬挙） - 鵬が上れば飛ぶ

また、杜牧（牧之）、胡適（適之）など諱と字に同字を用いることもあり、中には司馬徳文（徳文）、郭子儀（子儀）、司馬道子（道子）、孟浩然（浩然）のように諱と字が全く同じという例もある。その他変わった命名法としては、王維（摩詰）の諱と字をつなげると維摩詰（ヴィマラキールティ）という仏教経典上の人名になる。
女子の字は、時代によって苗字と字の順番は変化した。
- 先秦時代では、女性は字を先に、苗字が後に書かれる風習があった。名字の順序は「字・姓」となる
  - 伯姫（姫は姓、伯は字、姫家の長女の意味）、叔姜（姜は姓、叔は字、姜家の三女の意味）
  - 妲己（己は姓、妲は字）
- 秦以降、名字の順序は「姓氏・名（字）」。しかし、女子の字と名は一般には関係ない
  - 呂雉（娥姁）、班昭（恵班）、孫魯班（大虎）

中華人民共和国では、字の公用を廃止している。

## 法字
禅僧は、出家後に法名の他に僧侶の字である「法字」を持つことがあった（ただし「法号」と称されることも多く、字と号の区別は明確でない）。この場合、法字・法名の順に連ねるという独特の表記が用いられた。例えば臨済義玄は「義玄」が法名で「臨済」が法字である。この風習は日本にも伝わり、宗純のように法字の「一休」の方がよく知られている僧もいる。
一方、日本において住職にある僧侶は、寺号や院号を苗字とすることが一般的であったため、苗字による呼称と法字による呼称は、禅宗の僧に関する限り並存することとなった。例えば「崇伝」という禅僧は、法字を用いて「以心崇伝」と呼ばれうるし、院号を用いて「金地院崇伝」とも呼ばれうる。
また、出家しても俗世の地位に留まっている人物は、俗人と同じく苗字を用い、名のみ法名を用いることがあったため、同様に苗字と法字の呼称が並存することになった。